# Endymion (roman)
 (janvier 2024).
Si vous disposez d'ouvrages ou d'articles de référence ou si vous connaissez des sites web de qualité traitant du thème abordé ici, merci de compléter l'article en donnant les références utiles à sa vérifiabilité et en les liant à la section « Notes et références ».
Pour les articles homonymes, voir Endymion (homonymie).
Endymion est un roman de science-fiction, genre space opera, écrit par Dan Simmons en 1995 et publié en France en 1996. Ce roman est le premier volet d’un récit qui se terminera avec L'Éveil d'Endymion . 
Ce roman est aussi le troisième volume des Cantos d'Hypérion, un cycle composé de quatre romans : Hypérion, La Chute d'Hypérion (The Fall of Hyperion, 1990), Endymion (1995) et L'Éveil d'Endymion (The Rise Of Endymion, 1997), complétés par deux nouvelles : Les Orphelins de l’hélice et La Mort du centaure. Ce cycle est considéré par certains comme une des œuvres majeures de la science-fiction.

## Situation dans l’œuvre
L’histoire commence 272 ans après les évènements relatés dans les deux premiers romans : Hypérion et La Chute d'Hypérion. Quelques personnages restent présents (entre autres Martin Silenus, le père Hoyt, et A. Bettik), tandis qu’apparaissent de nouveaux protagonistes. Le roman Endymion raconte l’histoire de Raul Endymion, engagé par Martin Silenus pour retrouver la messie, fille de Brawne Lamia et du cybride (IA dans un corps humain) John Keats. Il devra la défendre contre les catholiques et les IA, devenus tout-puissants.

## Résumé du livre

### Situation
274 ans après la chute d'Hypérion au cours de laquelle la présidente de l'Hégémonie, Meina Gladstone, a ordonné la destruction des sphères de singularité afin d'empêcher le TechnoCentre de détruire l'humanité, la civilisation s'est effondrée sur bien des planètes. 
Des pèlerins d’Hypérion, seuls Brawne Lamia, Martin Silenus et le Consul sont restés sur Hypérion. Enceinte du cybride de John Keats, Lamia a accouché d'une petite fille nommée Énée tandis que le Consul a rejoint les Extros. Lamia décède alors que sa fille est encore jeune, et Martin Silenus devient le tuteur de l'enfant. Alors qu’Énée a douze ans, elle entre dans les Tombeaux du Temps et disparaît. Silenus entre en cryogénisation en attendant son retour. 
Durant les deux siècles, le père Paul Duré est revenu sur Pacem, la planète de l'église catholique et est devenu le nouveau Pape, prenant le nom de Teilhard (en référence à Teilhard de Chardin) et tente de revivifier l'Église. Après sa mort, son cruciforme fait réapparaître Lenar Hoyt qui devient le pape Jules IV. Avec l'aide du cardinal Lourdusamy, l'Église prend une nouvelle direction. Ayant développé une nouvelle technologie permettant de revenir à la vie grâce au cruciforme, elle engendre de nombreux croyants pouvant devenir virtuellement immortels grâce au cruciforme. L'Église se dote assez vite d'une force militaire nommée la Pax et permet de réunifier les mondes perdus à la suite de la chute de l’Hégémonie. Le pape Teilhard, considéré comme un antipape, est tué à chaque mort du pape Jules IV, dont chaque règne devient de plus en plus violent.

### Le retour d'Énée
274 ans après la Chute, Raul Endymion, un guide de chasse, tue un chasseur appartenant à la Pax. Condamné à mort, il refuse la croix, ce qui pousse Martin Silenus à le sauver et à le recruter afin qu'il sauve sa « nièce » Énée lorsqu'elle sortira des Tombeaux du Temps, découvre l'Ancienne Terre, détruise la Pax et découvre « ce que cherche à faire le TechnoCentre et le stopper ». Sceptique mais n'ayant pas d'autre choix, Endymion accepte la mission. Il est aidé du serviteur androïde A. Bettik et adjoint du vaisseau du Consul. 
De son côté, la Pax sait qu'Énée va revenir, et la considérant comme une abomination, tente de la capturer. Elle assigne le père-capitaine Federico de Soya et une armée d'élite afin de piéger la jeune fille lors de son arrivée. Lors de l'ouverture des Tombeaux du Temps, Énée en sort ainsi que le Gritche qui se met à massacrer les militaires de la Pax présents sur Hypérion et dans l'espace alentour. Endymion réussit à récupérer Énée dans la confusion et à l'emmener sur le Tapis Hawking afin de la ramener dans le vaisseau du Consul et de fuir.

### Voyage dans l'Hyperespace
Lors du voyage d'Hyperion vers le système de Parvati, démarre une amitié entre Énée et Endymion qui s'aperçoit que celle-ci est mystique et en sait beaucoup plus qu'une adolescente de douze ans devrait en savoir. De son côté, blessé par le Gritche, De Soya entre en possession d'un vaisseau-courrier de classe « Archange » nommé « Le Raphaël » et part avec trois de ses soldats d'élites, le sergent Gregorius, le caporal Kee et le lancier Rettig. Le vaisseau est capable de parvenir sur Parvati plus vite que l'hyperespace au prix d'une mort douloureuse et d'une résurrection automatique par le vaisseau. 
Lorsqu'Énée et Endymion arrivent sur Parvati, De Soya tente de les capturer, mais la jeune fille menace de se suicider et l'homme ne peut s'y résoudre, ayant eu l'ordre de l'attraper vivante. Lors de leur prochaine destination au Vecteur Renaissance, De Soya tente de les intercepter de nouveau, mais le vaisseau finit par rejoindre la planète et à passer au travers d'un des portails distrans malgré les tirs de la Pax. Bien que ceux-ci ne soient plus censés être en service depuis la Chute, le vaisseau passe et finit par s'échouer dans le lit d'un grand fleuve au cœur d'une jungle.

### Voyage le long du fleuve Tethys
Le vaisseau ne pouvant s'auto-réparer avant des mois, Énée, Raul et A. Bettik construisent un radeau et décident de suivre le fleuve Tethys, un fleuve qui coulait le long de plusieurs portails distrans du temps de l'hégémonie. Pendant ce temps, à sa recherche, De Soya et son équipe voyagent de planète en planète au fil de leurs résurrections. 
Lors de leur voyage, le radeau du petit groupe se retrouve sur la planète océan Mare Infinitus, et se retrouvent à croiser la route d'une plateforme maritime occupée par des gardes de la Pax. Raul tente, grâce au tapis Hawking, une manœuvre de diversion en faisant exploser une partie de la plateforme. Toutefois au cours de l'opération, il se bat avec des gardes, perd le tapis et tombe dans l'eau, réussissant à être sauvé in extremis par Énée et Bettik. Ils le soignent sur le monde suivant, Hebron, une planète juive totalement abandonnée mais dans laquelle des unités de soin robotisées fonctionnent toujours. 
Pendant ce temps-là, De Soya retrouve la trace du passage d'Énée et d'Endymion sur Mare Infinitus et retrouve le tapis Hawking. Se demandant s'ils ne sont pas allés en territoire Extros, il tente de s'y rendre, mais une fois rendus sur place, leur vaisseau fait demi-tour brutalement et le lancier Rettig ne peut plus être ressuscité. De retour sur Pacem, De Soya est interrogé sur ses agissements et on lui adjoint une nouvelle recrue nommée « Radamanthe Nemès » présentée comme la membre « d'une nouvelle race de soldat préparé à se battre contre les Extros ».

### Sur Sol Draconi Septem et le Bosquet de Dieu
Arrivé sur Sol Draconi Septem, une planète de glace peu terraformée, le fleuve Tethys semble bloqué par d'épaisses couches de glaces. Énée et Endymion deviennent amis avec les Chitchatuk, des humains retournés à l'état primitif, et le père Glaucus, un prêtre aveugle détaché de la Pax. Après un moment en leur compagnie, ils finissent par atteindre le nouveau portail distrans et se retrouvent à Qom Riyadh, une planète islamique, une nouvelle fois totalement inhabitée. Ils retrouvent le gritche, immobile, qui se pose sur leur radeau.
Ayant eu une « révélation » du pape selon laquelle Énée serait sur Sol Draconi Septem, De Soya et sa garde s'y rendent. Toutefois, Nemès s'avère être un être immortel, à la force inhumaine ayant pour mission de tuer Énée. Elle se réveille avant que l'équipage ne soit ressuscité, descend sur Sol Draconi et massacre les Chitchatuk et le père Glaucus avant de décrypter les données du portail distrans et de savoir que la prochaine destination d'Énée est la planète du « Bosquet de Dieu ». De retour dans la capsule, elle feint de se ressusciter et trafique l'ordinateur, leur faisant croire qu'une nouvelle mission du Pape les envoie sur le Bosquet de Dieu. Toutefois De Soya reste suspicieux et programme l'ordinateur afin d'être ressuscité en six heures au lieu de trois jours. 
Arrivée sur le Bosquet de Dieu, Nemès en profite pour tendre un piège à base de fils mononucléaires, de mines et d'un piège pour le gritche. Lors de l'arrivée d'Énée et de son équipe, le radeau s'écroule et A. Bettik a la main tranchée par les fils. Nemes tente de décapiter Énée mais se fait contrer par le gritche. Elle réussit à l'envoyer toutefois cinq minutes dans le futur grâce à une machine surpuissante. Alors qu'elle tente une nouvelle fois de tuer la fillette, le père de Soya réussit à la stopper en concentrant les armes énergétiques du Raphaël sur elle depuis l'espace. Nemes s'enfonce, impuissante, dans la roche fondue par la colonne d'énergie pure.
De Soya repart sur Pacem après avoir laissé à leur intention le vaisseau de descente du Raphaël afin qu'ils puissent soigner Bettik. Passant le dernier portail avec ce vaisseau, Énée, Raul et Bettik se retrouvent sur l'Ancienne Terre, présumée disparue et orbitant dorénavant dans la constellation de Magellan. 
Énée amène le vaisseau à Fallingwater en Pennsylvanie où elle avoue qu'elle a l'intention d'étudier avec un architecte (le cybride de Frank Lloyd Wright) jusqu'à ce qu'elle devienne adulte.

## L’univers des Cantos d’Hypérion

### Les personnages
Enée
Enée est la fille de Brawne Lamia et le premier cybride John Keats, envoyée dans le futur. Bien que refusant ce terme, elle est considérée comme le Messie appelée « Celle qui Enseigne ».
Raul Endymion
Raul Endymion est un ancien chasseur, qui est né et a grandi sur Hyperion. Il accompagne Enée tout au long de son voyage sur le fleuve Théthys.
Federico DeSoya
DeSoya est un capitaine de la Pax qui est envoyé en mission pour capturer Enée. En catholique dévoué et jésuite discipliné, il exécute tous les commandements du Pape lors de sa croisade jusqu'à ce que sa conscience le conduise à le trahir et à rejoindre le camp de Enée.
Radamanthe Nemes
Nemes est une création du Technocentre, envoyée pour tuer Enée et le Gritche. Un petit interlude du point de vue de Némes suggère que c'est elle qui a tué le Consul entre la fin de La Chute d'Hyperion et le début d’Endymion.
Plusieurs personnages du cycle d'Hyperion apparaissent dans le cycle d'Endymion en dépit du fait que 272 années se soient écoulées.
Lenar Hoyt
Hoyt est le pape de l'Église catholique revigorée. Revenu avec le cruciforme parasite d'Hyperion, il peut ressusciter à chacune de ses morts. Hoyt semble corrompu par le cruciforme, le TechnoCentre, et son propre statut.
Paul Duré
Son cruciforme partage son hôte avec celui de Hoyt, ce qui entraîne sa résurrection lorsque le pape meurt. Duré est rapidement tué par des hommes de l'Église, Lourdusamy entre autres, pour permettre à Hoyt de ressusciter à sa place.
Le Gritche
Il a moins d'importance que dans les deux premiers livres, défendant uniquement la vie d'Enée à de multiples occasions.
A. Bettik
Bettik est un ancien domestique androïde de Martin Silenus qui accompagne vaillamment Enée et Raul, n'hésitant pas à risquer sa vie.
Martin Silenus
Silenus est le poète et pèlerin qui trouve et envoie Raul Endymion vers Enée.